# Rudolf Friml
Charles Rudolf Friml (Praag, 7 december 1879 – Los Angeles, 12 november 1972) was een in Tsjechië geboren pianist en componist van operettes, musicals, liedjes en pianostukken. Na een muzikale opleiding en een korte carrière als musicus in zijn geboortestad Praag, verhuisde Friml naar de Verenigde Staten, waar hij componist werd. Zijn bekendste werken zijn Rose-Marie en The Vagabond King, die allebei succes hadden op Broadway en in Londen en die later verfilmd werden.

## Biografie
Friml werd geboren op 7 december 1879 in Staré Město, een wijk in Praag. Hij ging in 1895 naar het conservatorium van Praag, waar hij piano en compositie studeerde bij Antonín Dvořák. Friml werd in 1901 van het conservatorium gestuurd omdat hij zonder toestemming optrad.
Na het conservatorium werd Friml begeleider van de violist Jan Kubelík. Hij ging met Kubelík twee keer op tournee in de Verenigde Staten en verhuisde daar permanent in 1906. Zijn eerste vaste baan in New York was als correpetitor bij de Metropolitan Opera.
Later vestigde hij zich in Los Angeles, waar hij in 1909 trouwde met Mathilde Baruch. Ze kregen twee kinderen, Charles Rudolf Jr. (geboren in 1910) en Marie Lucille (geboren in 1911). Zijn tweede huwelijk was in 1917 met Blanch Betters, een actrice die deel uitmaakte van het koor in Frimls operette Katinka. Zijn derde huwelijk uit 1919 was met actrice Elsie Lawson, die een rol had in Frimls musical Glorianna en bij wie hij een zoon kreeg, William. Zijn vierde en laatste huwelijk was in 1957 met Kay Wong Ling. De eerste drie huwelijken eindigden in een scheiding.
In de jaren twintig oogstte Friml succes op Broadway met de operettes Rose-Marie uit 1924, The Vagabond King uit 1925 en de musical The Three Musketeers uit 1928.
Friml schreef muziek voor veel films in de jaren dertig, vaak liedjes die waren aangepast van eerder werk. Zijn muziek raakte echter stilaan uit de mode op Broadway en in Hollywood. Hij werd vaak afgezaagd genoemd en belachelijk gemaakt voor de sentimentele aard van zijn composities. Zijn laatste theatermusical was Music Hath Charms uit 1934.
In plaats van te proberen zich aan te passen aan de populaire smaak, besloot Friml zich te concentreren op het pianospelen en het componeren van muziekstukken, wat hij tot in zijn negentiger jaren bleef doen. Hoewel zijn meest succesvolle operettes in de jaren veertig van tijd tot tijd werden hernomen op Broadway en door rondreizende gezelschappen, verdween Friml grotendeels uit beeld.
Rudolf Friml stierf op 12 november 1972 in Los Angeles op 92-jarige leeftijd en ligt begraven op Forest Lawn Memorial Park in Glendale (Californië).

## Oeuvre
- Písně Závišovy (1906) en andere liedjes
- The Firefly (1912)
- High Jinks (1913)
- The Ballet Girl (1914)
- Katinka (1915)
- The Peasant Girl (1915) - medewerker
- You're in Love (1917)
- Kitty Darlin' (1917)
- Sometime (1918)
- Glorianna (1918)
- Tumble In (1919)
- The Little Whopper (1919)
- June Love (1921)
- Ziegfeld Follies of 1921 - medewerker
- The Blue Kitten (1922)
- Bibi of the Boulevards (1922)
- Cinders (1923)
- Dew Drop Inn (1923) - medewerker
- Ziegfeld Follies of 1923 - medewerker
- Rose-Marie (1924)
- The Vagabond King (1925)
- Ziegfeld's Revue "No Foolin'" (1926)
- The Wild Rose (1926)
- White Eagle (1927)
- The Three Musketeers (1928)
- The Lottery Bride (film uit 1930)
- Luana (1930)
- Music Hath Charms (1934)
- Northwest Outpost (film uit 1947)